# Paul Vidal de La Blache
Paul Vidal de La Blache (Pézenas, 22. siječnja 1845. – Tamaris, 5. travnja 1918.), francuski geograf.
Sveučilišni profesor i član Akademije političkih znanosti u Parizu. Od 1891. godine izdavao je stručni časopis Annales de Géographie; bio je urednik djela Géographie universelle, koje je izašlo u 15 svezaka.

## Glavna djela
- Etats et Nations de L'Europe autour de la France (1889.)
- La Rivière Vincent Pinzon (1902.)
- Tableau de la Géographie de la France (1903.)
- La France de L'Est (1917.)
- Le Bassin de la Sarre (u suradnji s Lucien Gallois, 1919.)
- Principes de Géographie humaine (1922.)

## Vanjske poveznice
- (engl.) Jason Hilkovitch, Max Fulkerson: Paul Vidal de la Blache  Arhivirana inačica izvorne stranice od 9. rujna 2006. (Wayback Machine)